# Master and Servant Act 1889
Master and Servant Act 1889 var en brittisk lag som kom 1889, och som gällde diverse anställningar, bland annat tjänstefolk. Den gällde officiellt till 1977. Irland, som 1889 tillhörde Storbritannien (då hela Irland), hade officiellt kvar sin version till 2007.